# Landrecies Communal Cemetery
Landrecies Communal Cemetery est l'un des deux cimetières militaires de la Première Guerre mondiale situés sur le territoire de la commune de Landrecies dans le département du Nord. L'autre est Landrecies British Cemetery.

## Localisation
Ce cimetière est situé à l'intérieur du cimetière communal, rue du Faubourg de France.

## Historique
Landrecies fut le théâtre de combats d'arrière-garde entre les unités britanniques et les unités allemandes dans la nuit du 25 août 1814. La ville demeura aux mains des Allemands jusqu'à sa capture par le 25e division britannique le 4 novembre 1918. Pendant la guerre, le cimetière communal fut en grande partie utilisé par les troupes allemandes pour y enterrer leurs morts. Après l'armistice, les tombes allemandes furent enlevées laissant trois groupes de tombes du Commonwealth dans le cimetière.

## Caractéristique
Ce cimetière contient 56 sépultures du Commonwealth de la Première Guerre mondiale, dont onze non identifiées.

## Galerie

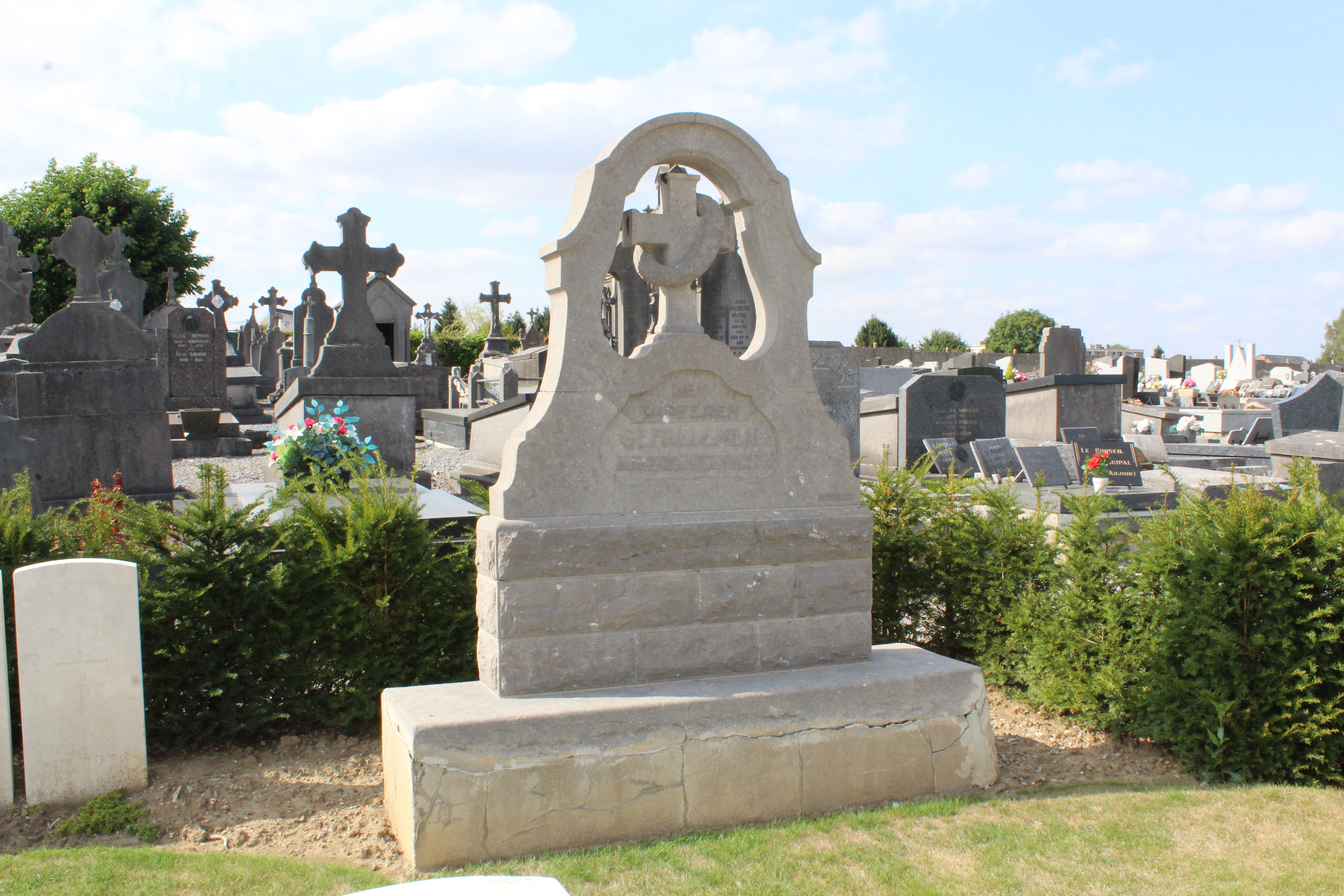
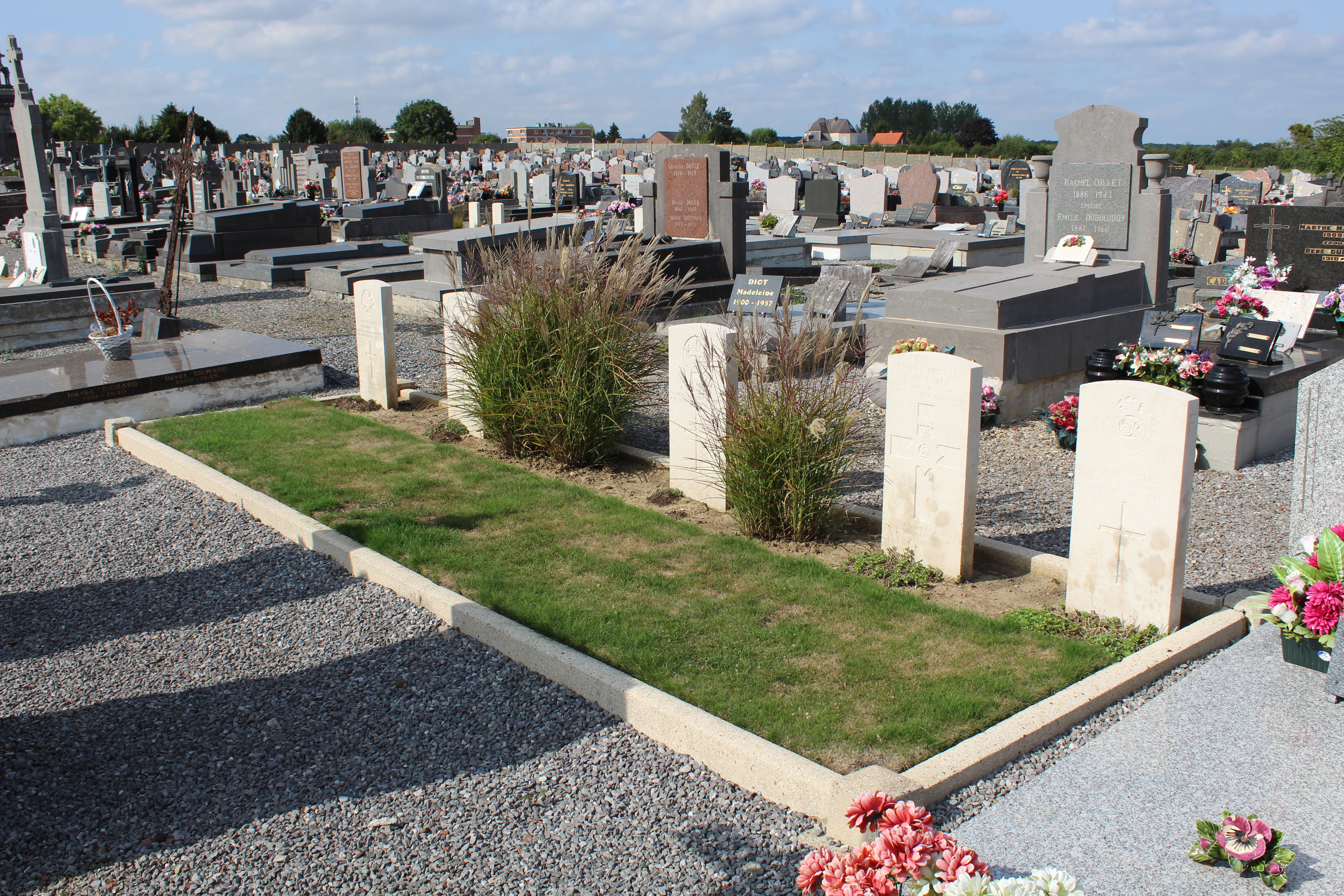
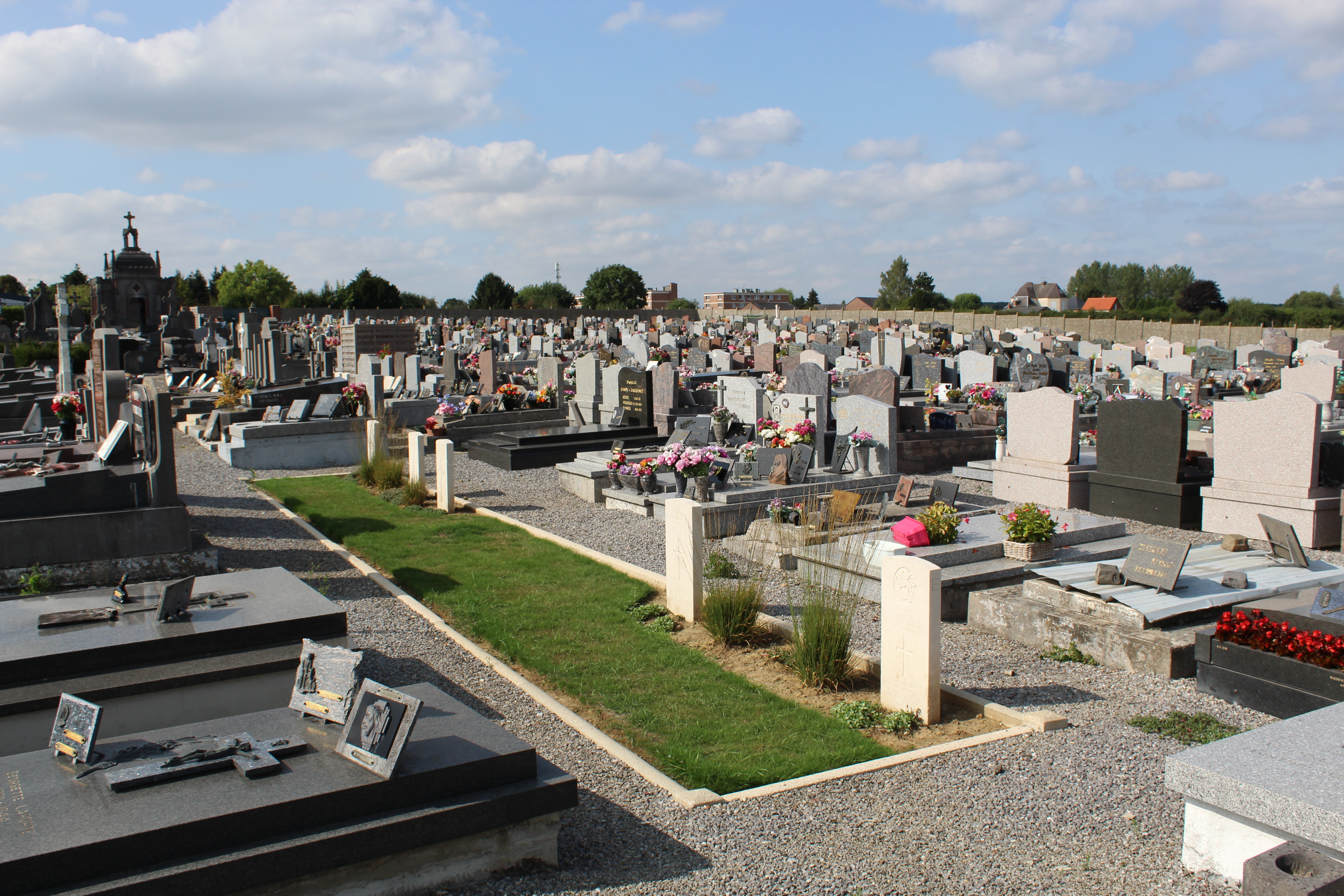
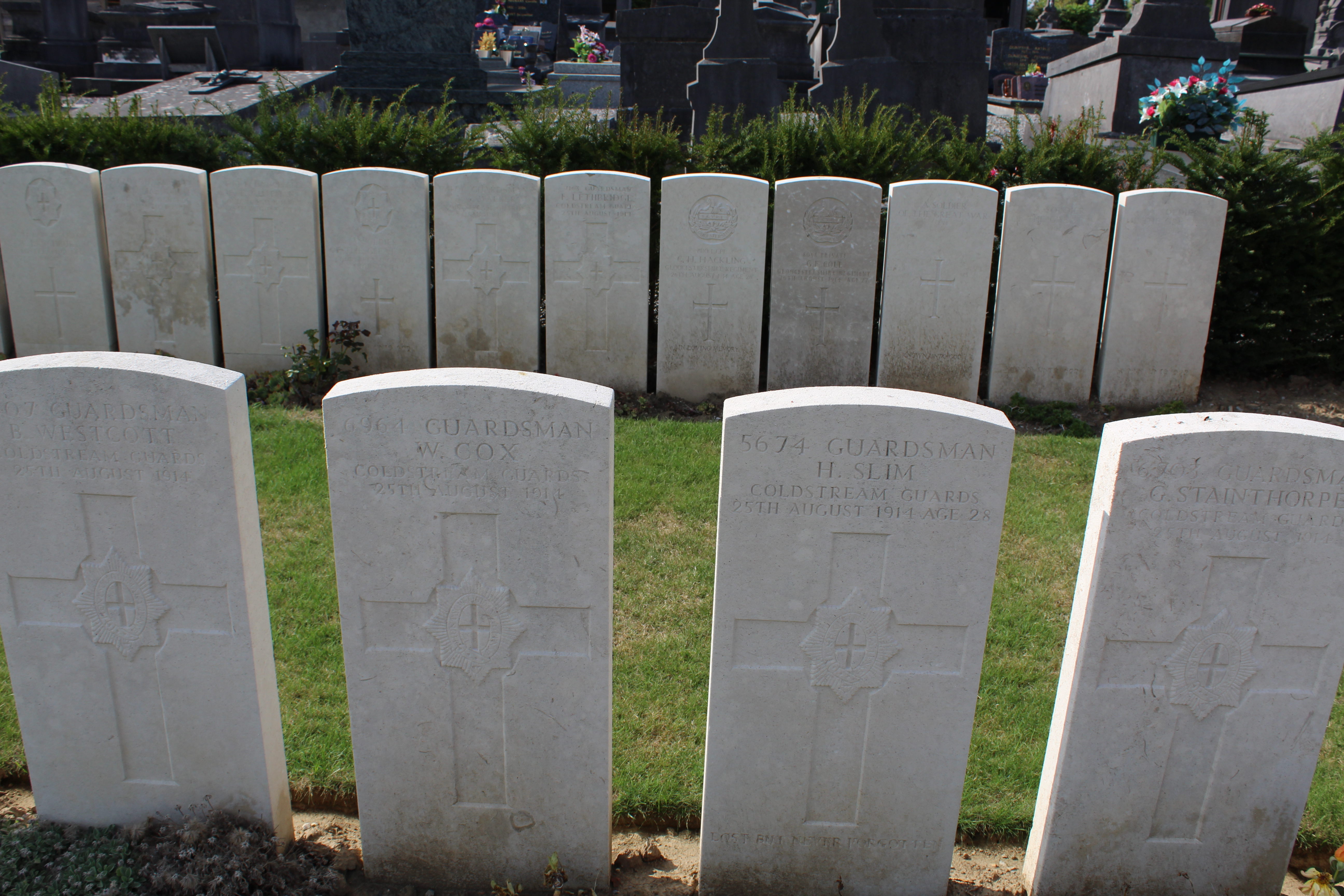

## Sépultures
| Pays        | Sépultures |
| ----------- | ---------- |
| Royaume-Uni | 55         |
| Australie   | 1          |
| Total       | 56         |